# فياض طبرجل
مركز فياض طبرجل هو مركز تابع لمحافظة طبرجل في منطقة الجوف في المملكة العربية السعودية.

## الموقع
يقع المركز غرب مدينة طبرجل، وجنوب مركز العيساوية التابع لمحافظة القريات.